# Аш-Шамрани, Нассер
Нассер Али аш-Шамрани́ (род. 23 ноября 1983 в Мекке) — футболист из Саудовской Аравии, который играл на позиции нападающего преимущественно за «Аль-Хиляль Эр-Рияд», «Аль-Вахда Мекка» и «Аль-Шабаб Эр-Рияд».

## Клубная карьера

### «Аль-Вахда»
Нассер дебютировал в первой команде «Аль-Вахда» в сезоне 2003/04 в возрасте 20 лет. Несмотря на свою молодость, он вместе с товарищем по команде, Эсса аль-Мехьяни, были ключевыми нападающими в «Аль-Вахда». Несмотря на то, что в «Аль-Вахде» было достаточно талантливых молодых нападающих, Нассер не смог выиграть с клубом ни одного турнира, лучшим достижением в Саудовской Премьер-лиги было третье место в сезоне 2006/07.

### «Аль-Шабаб»
В 2005/06 сезоне Насером заинтересовался «Аль-Шабаб», в середине сезона клуб арендовал его у «Аль-Вахды» до конца чемпионата. «Аль-Вахда» приняла предложение, так как на тот момент клуб уже не имел никаких шансов на трофеи. За эти несколько месяцев Нассер доказал свой класс нападающего. Он забил четыре гола в Лиге чемпионов АФК и помог «Аль-Шабаб» выйти в четвертьфинал. В чемпионате он забил три гола, в том числе установил окончательный счёт в финале Саудовской Премьер-лиги (матч за чемпионство) против «Аль-Хиляль», 3:0. Руководство «Аль-Шабаб» было впечатлено игрой Нассера, и после окончания сезона клуб попытался подписать с ним контракт, но «Аль-Вахда» отказалась, и в 2006/07 сезоне он вернулся в Мекку.
Насер провёл один из лучших своих сезонов в «Аль-Вахда», забив девять голов в Саудовской Премьер-лиге. Он помог своей команде выйти на третье место в лиге, однако не забил ни одного гола в матчах плей-офф против «Аль-Шабаб» и «Аль-Иттихад Джидда». К концу сезона «Аль-Вахда» начала испытывать финансовые проблемы. «Аль-Шабаб» быстро заметил это и предложил за Нассера 13 миллионов саудовских риялов. «Аль-Вахда» приняла предложение, и Нассер перешёл в «Аль-Шабаб» перед началом сезона 2007/08.
В июле 2007 года он подписал пятилетний контракт с «Аль-Шабаб». Трансфер Нассера в «Аль-Шабаб» ждали многие болельщики клуба. Однако он начал сезон посредственно, не забив ни одного гола. К шестому туру Саудовской Премьер-лиги он открыл счёт своим мячам, оформив хет-трик в игре с «Аль-Кадисия Эль-Хубар». В следующих семи играх он забил девять голов, в том числе два дубля в матчах с «Аль-Иттихадом» и «Наджраном». Забив 12 голов, он был близок к титулу лучшего бомбардира, но его опередил бывший товарищ по «Аль-Вахде», Эсса аль-Мехьяни, на счету которого было 16 мячей. После полуфинальных игр против «Аль-Хиляль» в Кубке наследного принца Саудовской Аравии Нассер перестал забивать. В итоге он пропустил вперёд в бомбардирской гонке аль-Мехьяни и Хасана аль-Ями.
К концу следующего сезона Нассер забил 18 голов за «Аль-Шабаб» и впервые в карьере стал лучшим бомбардиром Саудовской Премьер-лиги.

### «Аль-Хиляль» и аренды
30 июня 2013 года он согласился на трёхлетний контракт с «Аль-Хиляль». После поражения в финале Лиги чемпионов АФК 2014 от «Вестерн Сидней Уондерерс» он плюнул в игрока команды-соперника, Мэттью Шпирановича, а затем попытался ударить его. За неспортивное поведение АФК дисквалифицировала аш-Шармани на 8 матчей Лиги чемпионов.
30 ноября 2014 года он был признан футболистом года в Азии.
В 2017 году было объявлено, что Нассер на правах шестимесячной аренды присоединится к «Аль-Айн» из ОАЭ в сделке на 2 млн дирхамов. Это был его первый опыт игры за пределами Саудовской Аравии в одном из самых успешных клубов Азии. В своём третьем матче против «Шабаб Аль-Ахли» он забил гол на 91-й минуте, который помог «Аль-Айн» выиграть в дерби.

### Дальнейшая карьера
Летом 2017 года Нассер вернулся в «Аль-Шабаб». В 2019 году он выступал за «Аль-Иттихад Джидда».
9 марта 2021 года он подписал контракт с бахрейнским «Аль-Хиддом».

## Международная карьера
Нассер постоянно вызывался в национальную сборную с 2005 года. Он забил свой первый гол за «зелёных соколов» в том же году, принеся команде победу с минимальным счётом в товарищеском матче против Туркменистана.
Он участвовал в двух розыгрышах Кубка Азии: в 2007 году, когда Саудовская Аравия вышла в финал; и в 2011 году, когда команда неожиданно проиграла все матчи группового этапа. Кубок Азии 2015 Нассер пропустил из-за травмы.
После своего дебютного гола аш-Шамрани не забивал в течение трёх лет. Из-за этого Маркос Пакета не взял его на чемпионат мира по футболу 2006. Он участвовал в отборе на ЧМ-2010 и 2014 (в ходе которых он забил пять голов), но так и не смог помочь сборной квалифицироваться в финальную часть.
30 декабря 2014 года перед товарищеским матчем против Бахрейна, который Саудовская Аравия проиграла со счётом 4:1, Нассер толкнул болельщика.
17 января 2017 года Нассер оформил хет-трик в товарищеском матче против Камбоджи, соперник был разгромлен со счётом 7:2.